# James Potter (Harry Potter)
James Potter je izmišljena oseba iz serije Harry Potter pisateljice J. K. Rowling. Bil je čistokrven čarovnik, mož Lily Potter in oče mladega Harryja Potterja. Tudi on je včasih obiskoval Bradavičarko, kjer je bil eden Gryfondomovih najboljših iskalcev.
Skupaj s Sirius Black, Remus Lupin in Petrom Pettigrew so tvorili nerazdružljivo ekipo in se poimenovali Marauders ter skupaj naredili Marauderjevo karto. Bili so nerazdružljivi še bolj pa jih je zbližalo dejstvo, da je Remus Lupin volkodlak. Zato so postali magi (lahko so se spremenili v živali). James Potter je lahko postal jelen, jelen je lahko postal tudi Harryjev varuh. Edini, ki Jamesa ni maral, je bil Severus Snape, saj je bil James vse tisto, kar si je Snape želel biti, poleg tega pa je bil Snape zaljubljen v Lily Evans Potter.
31.7. 1980 se je Jamesu in njegovi ženi Lily rodil sin Harry, kasneje poznan kot »fant, ki je preživel«.
Ker je bil James član Feniksovega reda (organizacije, ki je delovala proti Voldemortu), ga je slednji preklel (s kletvijo smrti, Avada kedavra). Ubil je tudi Lily, ki je Harryja poskušala zaščititi z lastnim telesom, kar je slednjega zavarovalo pred Voldemortom, dokler ni postal polnoleten.